# 이세계 콰르텟
이세계 콰르텟(일본어: 異世界かるてっと)은 가도카와가 출판한 라이트 노벨 시리즈 이 멋진 세계에 축복을!, 오버로드, Re:제로부터 시작하는 이세계 생활, 유녀전기의 치비 스타일 크로스오버 역할을 하는 일본의 애니메이션 시리즈이다. 이 시리즈는 2019년 4월부터 6월까지 시즌 1이 방영되었다. 시즌 2는 2020년 1월부터 3월까지 방영되었으며 이때 방패용사 성공담과 이 용사가 ZZANG센 주제에 너무 신중하다의 추가 캐릭터들이 포함되었다.